# Фермосельє
Фермосельє (ісп. Fermoselle) — муніципалітет в Іспанії, у складі автономної спільноти Кастилія-і-Леон, у провінції Самора. Населення — 1462 особи (2010).

## Географія
Муніципалітет розташований на португальсько-іспанському кордоні.
Муніципалітет розташований на відстані близько 250 км на північний захід від Мадрида, 60 км на захід від Самори.

## Демографія
Динаміка населення (INE ):

## Галерея зображень

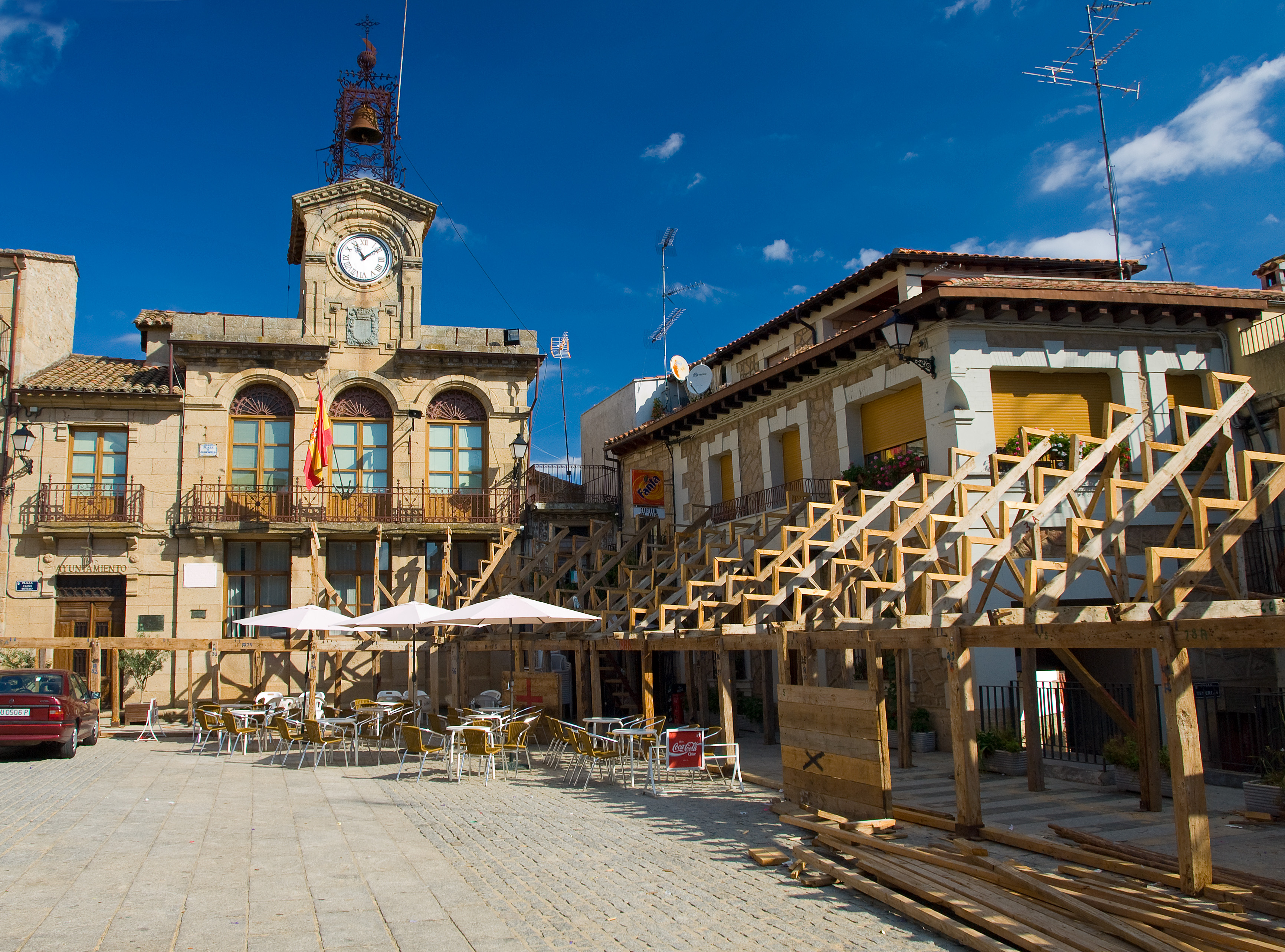
Центральна площа
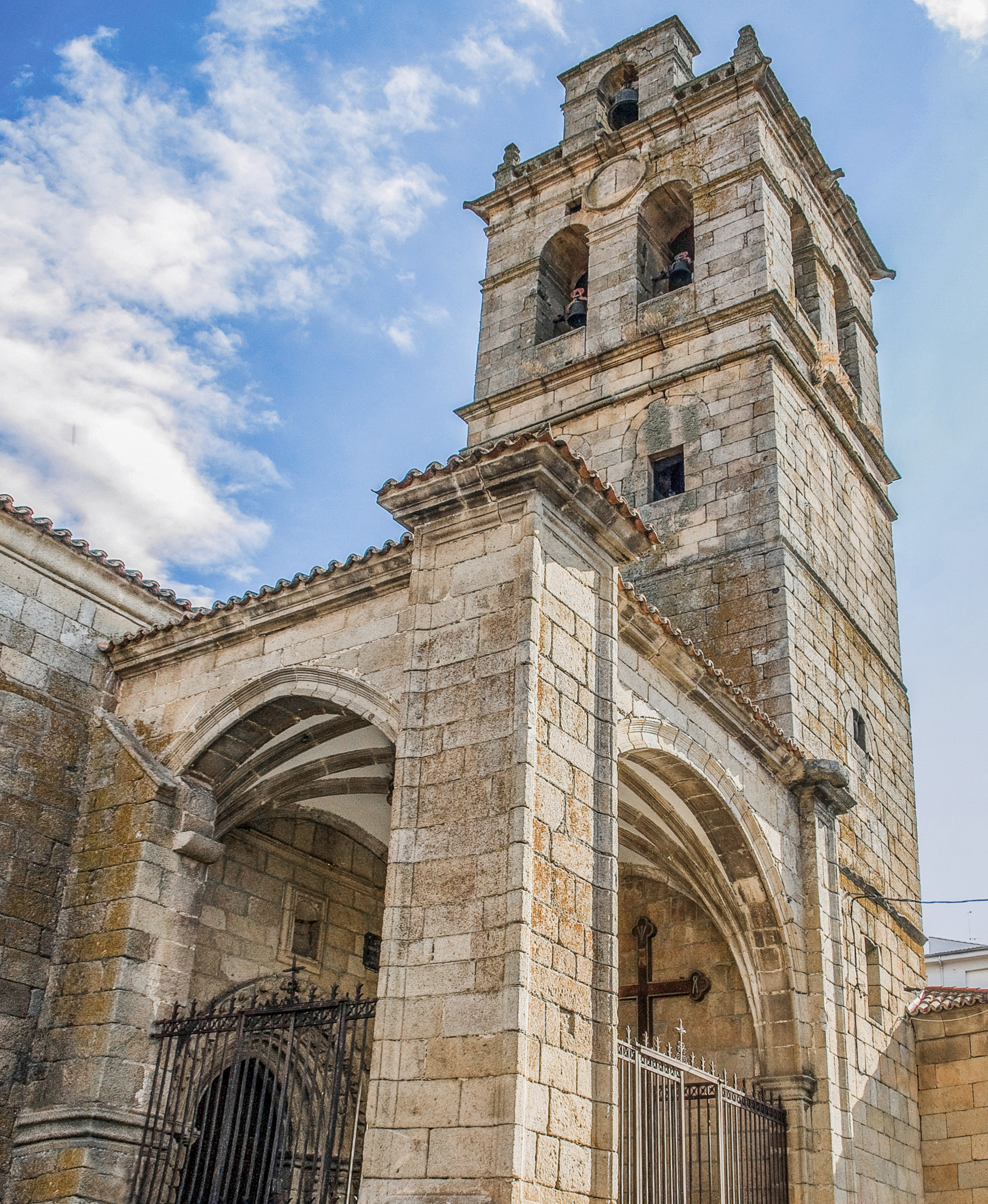
Церква Нуестра-Сеньйора-де-ла-Асунсьйон